# Championnats d'Asie de cyclisme 2011
Navigation
Championnats d'Asie 2010 Championnats d'Asie 2012
Les Championnats d'Asie de cyclisme 2011 se sont déroulés du 9 au 19 février 2011 sur le King’s 80th Birthday Anniversary Velodrome de Nakhon Ratchasima en Thaïlande.

## Résultats des championnats sur route

### Épreuves masculines
| Épreuves         | Or              | Argent               | Bronze         |
| ---------------- | --------------- | -------------------- | -------------- |
| Course en ligne  | Yukiya Arashiro | Muradian Khalmuratov | Hossein Askari |
| Contre-la-montre | Eugen Wacker    | Dmitriy Gruzdev      | Hossein Askari |

### Épreuves féminines
| Épreuves         | Or                | Argent      | Bronze            |
| ---------------- | ----------------- | ----------- | ----------------- |
| Course en ligne  | Mei Yu Hsiao      | Gu Sun-Geun | Jutatip Maneephan |
| Contre-la-montre | Chanpeng Nontasin | Son Eun-Ju  | Jamie Wong        |

## Résultats des championnats sur piste

### Épreuves masculines
| Épreuves               | Or                                                                  | Argent                                                            | Bronze                                                        |
| ---------------------- | ------------------------------------------------------------------- | ----------------------------------------------------------------- | ------------------------------------------------------------- |
| Keirin                 | Kota Asai                                                           | Josiah Ng                                                         | Azizulhasni Awang                                             |
| Kilomètre              | Mohd Rizal Tisin                                                    | Zhang Miao                                                        | Han Jae-ho                                                    |
| Vitesse individuelle   | Tsubasa Kitatsuru                                                   | Zhang Miao                                                        | Azizulhasni Awang                                             |
| Vitesse par équipes    | Chine Zhang Lei Zhang Miao Cheng Changsong                          | Japon Kazuki Amagai Tsubasa Kitatsuru Kota Asai                   | Malaisie Josiah Ng Mohd Edrus Yunus Mohd Rizal Tisin          |
| Poursuite individuelle | Jang Sun-jae                                                        | Alireza Haghi                                                     | Kazushige Kuboki                                              |
| Poursuite par équipes  | Corée du Sud Jang Sun-jae Park Sung-baek Park Seon-ho Park Keon-woo | Hong Kong Cheung King Lok Kwok Ho Ting Cheung King Wai Choi Ki Ho | Japon Kazushige Kuboki Yu Motosuna Taiji Nishitani Ryu Sasaki |
| Course aux points      | Mohammad Rajablou                                                   | Park Sung-baek                                                    | Adiq Husainie Othman                                          |
| Scratch                | Jang Sun-jae                                                        | Arvin Moazemi                                                     | Thurakit Boonratanathanakorn                                  |
| Américaine             | Hong Kong Kwok Ho Ting Choi Ki Ho                                   | Iran Alireza Haghi Mohammad Rajablou                              | Japon Kazushige Kuboki Taiji Nishitani                        |
| Omnium                 | Cho Ho-sung                                                         | Kwok Ho Ting                                                      | Kazuhiro Mori                                                 |

### Épreuves féminines
| Épreuves               | Or                                      | Argent                                        | Bronze                                             |
| ---------------------- | --------------------------------------- | --------------------------------------------- | -------------------------------------------------- |
| 500 mètres             | Lee Wai Sze                             | Guo Shuang                                    | Fatehah Mustapa                                    |
| Keirin                 | Guo Shuang                              | Park Eun-Mi                                   | Gong Jinjie                                        |
| Vitesse individuelle   | Guo Shuang                              | Lin Junhong                                   | Lee Wai Sze                                        |
| Vitesse par équipes    | Chine Lin Junhong Gong Jinjie           | Corée du Sud Kim Won-Gyeong Lee Eun-Ji        | Hong Kong Lee Wai Sze Meng Zhao Juan               |
| Poursuite individuelle | Lee Ju-mi                               | Chanpeng Nontasin                             | Wu Chaomei                                         |
| Poursuite par équipes  | Chine Jiang Fan Liang Jing Jiang Wenwen | Corée du Sud Lee Min-Hye Ah Reum Na Kim Yu-Ri | Hong Kong Meng Zhao Juan Jamie Wong Diao Xiao Juan |
| Course aux points      | Ah Reum Na                              | Wu Chaomei                                    | Jamie Wong                                         |
| Scratch                | Tseng Hsiao-chia                        | Jamie Wong                                    | Jutatip Maneephan                                  |
| Omnium                 | Lee Min-Hye                             | Jutatip Maneephan                             | Minami Uwano                                       |

## Tableaux des médailles
| Rang  | Nation         | Or | Argent | Bronze | Total |
| ----- | -------------- | -- | ------ | ------ | ----- |
| 1     | Corée du Sud   | 7  | 6      | 1      | 14    |
| 2     | Chine          | 5  | 5      | 2      | 12    |
| 3     | Japon          | 3  | 1      | 5      | 9     |
| 4     | Hong Kong      | 2  | 3      | 5      | 10    |
| 5     | Taipei chinois | 2  | 0      | 0      | 2     |
| 6     | Iran           | 1  | 3      | 2      | 6     |
| 7     | Thaïlande      | 1  | 2      | 3      | 6     |
| 8     | Malaisie       | 1  | 1      | 5      | 7     |
| 9     | Kirghizistan   | 1  | 0      | 0      | 1     |
| 10    | Kazakhstan     | 0  | 1      | 0      | 1     |
| 10    | Ouzbékistan    | 0  | 1      | 0      | 1     |
| Total | Total          | 23 | 23     | 23     | 69    |